# Moraxella catarrhalis
Moraxella catarrhalis je gram-negativna, aerobna, oksidaza-pozitivna bakterija diplokok, iz roda Moraxella, klinički važna zato što može kolonizirati i uzrokovati infekcije sluznice dišnog sustava čovjeka.
Moraxella catarrhalis i ostale bakterije roda Moraxella su dobila ime po švicarskom oftalmologu Victor Morax, koji je prvi opisao ovaj rod bakterija.
Moraxella catarrhalis je kod čovjeka čest uzročnik upale srednjeg uha, bronhitisa, sinusitisa i laringitisa. 